# Xaltilica
Xaltilica är en ort i Mexiko.   Den ligger i kommunen Coyomeapan och delstaten Puebla, i den sydöstra delen av landet, 260 km sydost om huvudstaden Mexico City. Xaltilica ligger 2 235 meter över havet och antalet invånare är 137.
Terrängen runt Xaltilica är kuperad åt nordost, men åt sydväst är den bergig. Runt Xaltilica är det ganska tätbefolkat, med 72 invånare per kvadratkilometer. Närmaste större samhälle är San Gabriel Casa Blanca, 16,8 km sydväst om Xaltilica. I omgivningarna runt Xaltilica växer i huvudsak blandskog.